# 聯邦公報
《聯邦公報》（縮寫：FR 或Fed. Reg）是美國聯邦政府的政府公報（Government gazette）。其內容可概分為美國聯邦機構的規則，及擬議中的規則與公告 。
聯邦公報除了美國聯邦假日（Federal holidays in the United States）外，其餘皆每日出刊，由聯邦公報局（Office of the Federal Register）發行，並受国家档案和记录管理局的監督。聯邦公報的印刷由美國政府出版局負責，每日均須送一份印刷版至国家档案和记录管理局存檔。聯邦公報局每年會將已經法典化的規則分類整理出版一份年刊做更新，此年刊為《聯邦規則彙編》。根據聯邦規則彙編第二條第六款的規定，聯邦公報屬於美國政府作品版權，在全世界均處於公有領域。

## 歷史沿革
聯邦公報的前身是美國政府在第一次世界大戰期間發行的《官方公告》（Official Bulletin），主要刊載有關戰爭的資訊；但在戰爭結束後，官方公告也隨即停刊。直到1930年代，總統富兰克林·德拉诺·罗斯福大力推行新政，而立法機構無法以法律細密規範規模龐大的新政範疇，於是產生了委任立法制度：授權行政機關以行政命令作為管治手段。但委任立法的後果又造成行政權大幅擴張，因為國會每年通過數百項法案，但伴隨而來的即為數千項的行政命令與規則；而美國法院也認為行政機構在缺乏透明監督下自行擬定的命令或規則，有侵犯了人民知情權益的疑慮。於是在1934年，美國成立了國家檔案館（即国家档案和记录管理局的前身），便於民眾查閱美國政府的各項公告、法案與研議中的規則。國家檔案館負責出版與公佈官方的施政規定，並只對美國國會負責。
在國家檔案館成立之後的1935年，國會制定了《聯邦公報法》（Federal Register Act，FRA），聯邦政府依據該法成立了公報局，專責聯邦公報發行業務；同法1504條並規定，聯邦公報應由政府印刷局（Government Printing Office，GPO，即今日的政府出版局）出版。
1937年，《聯邦公報法》進行了修正，增訂了每年必須將具有一般效力與法定效力的規則彙編成冊的規定，即《聯邦規則彙編》。至此，聯邦公報的核心形成。
1946年，美國國會又制定了《行政程序法》（Administrative Procedure Act，APA），明確規範了行政機關行使公權力的原則，並確立了政府資訊以「原則公開，例外限制」的規定。1966年，再修訂了《行政程序法》第三條後，增訂了《信息自由法》，規定政府應主動公佈資訊，並刊載於聯邦公報上。經由一系列法制化的作為，增強了聯邦公報的發展基礎。

## 內容
聯邦公報的發布內容，於法律層面而言，屬於一般效力的推定告知（Constructive notice，或譯擬制告知），讓美國人民有機會參與規則制定（Rulemaking）的過程；與發佈具有法定效力的司法公告（Judicial notice）兩種。下可再分出數項：
1. 政府所提出的新規則或行政法規。
2. 最終規則。
3. 現有規則的變更。
4. 會議或訴訟通知
5. 總統簽署的文件、公告或命令

而細項又可再分出總統文告（Presidential Proclamation）、行政命令（Executive Order）、規則（ Rule & Regulation、Proposed Rule）、認證文書（Certificate）、公平競爭規定（Code of Fair Competition）、執照（License）、與公告（Notice）等。

## 相關機構
- 国家档案和记录管理局：負責監督聯邦公報的發行業務，每日的公報均須送一份至該局存藏。
- 美國政府出版局：負責實體印刷版與網上電子版的刊行與更新。
- 聯邦公報行政委員會（Administrative Committee of Federal Register），由NARA、出版局與美國司法部官員組成，公報局局長擔任委員會秘書長，負責決定公報格式、應公佈事項等[8]。

## 相關法案
- 《聯邦公報現代化法案》（Federal Register Modernization Act）：2014年美國國會通過的爭議法案。該法案規定聯邦公報以後不再以實體印刷刊行，全部以網上發布。但根據美國法律圖書館學會（American Association of Law Libraries，AALL）的報告指出，至今仍有15%的美國人不使用網際網路，所以該項法案可能侵害了不上網美國人的知情權[9]。

## 外部連結
- 官方网站 from the Office of the Federal Register
- Federal Register （页面存档备份，存于） (official) on FDsys from the Government Publishing Office
- Federal Register 2.0 （页面存档备份，存于） (unofficial) from the Office of the Federal Register
- List of CFR Sections Affected （页面存档备份，存于） on FDsys from the Government Publishing Office
- Office of the Federal Register （页面存档备份，存于） in the Federal Register
- Administrative Committee of the Federal Register （页面存档备份，存于） in the Federal Register
- Sources and Tools to the Federal Register （页面存档备份，存于） free and commercial from LLSDC.org